# Стобихівка
Стоби́хі́вка — село в Україні, у Сошичненській громаді Камінь-Каширського району Волинської області. Населення становить 1800 осіб.

## Географія
На північно-східній стороні від села у гідрологічному заказнику «Озеро Стобихівське» бере початок річка Стобихівка, ліва притока Стоходу.

## Історія
У 1906 році село Сошичненської волості Ковельського повіту Волинської губернії. Відстань від повітового міста 31 верст, від волості 18. Дворів 55, мешканців 383.

## Населення
Згідно з переписом УРСР 1989 року чисельність наявного населення села становила 700 осіб, з яких 340 чоловіків та 360 жінок.

За переписом населення України 2001 року в селі мешкало 906 осіб.За переписом населення 2021 1800 осіб

### Мова
Розподіл населення за рідною мовою за даними перепису 2001 року:
| Мова       | Відсоток |
| ---------- | -------- |
| українська | 99,45 %  |
| російська  | 0,33 %   |
| білоруська | 0,22 %   |